# Casa fuerte de la Vega de Arias
La casa fuerte de la Vega de Arias o simplemente casa de Arias o del Cid es una pequeña casona fortificada que constituía un pequeño caserío a orillas del río Bullones, cerca de Tierzo (Guadalajara, España).
Se trata de una construcción de planta rectangular de mampostería y sillares, estos últimos formando las esquinas y distintos huecos abiertos en sus paramentos. Fue construida en el siglo XII y ampliada entre los siglos XIV y XV, justo en pleno auge del Señorío de Molina. Es en su ampliación cuando comienzan a levantarse torres y edificios para su defensa. De la época de su construcción se conserva el muro meridional y la muralla externa toda almenada, en la que se abre la puerta de entrada con un arco apuntado coronado por matacán.
Perteneció a diversas familias terratenientes de Molina como los Salinas, los Castejón de Andrade y los Arauz de Robles. Actualmente sigue siendo una finca particular.

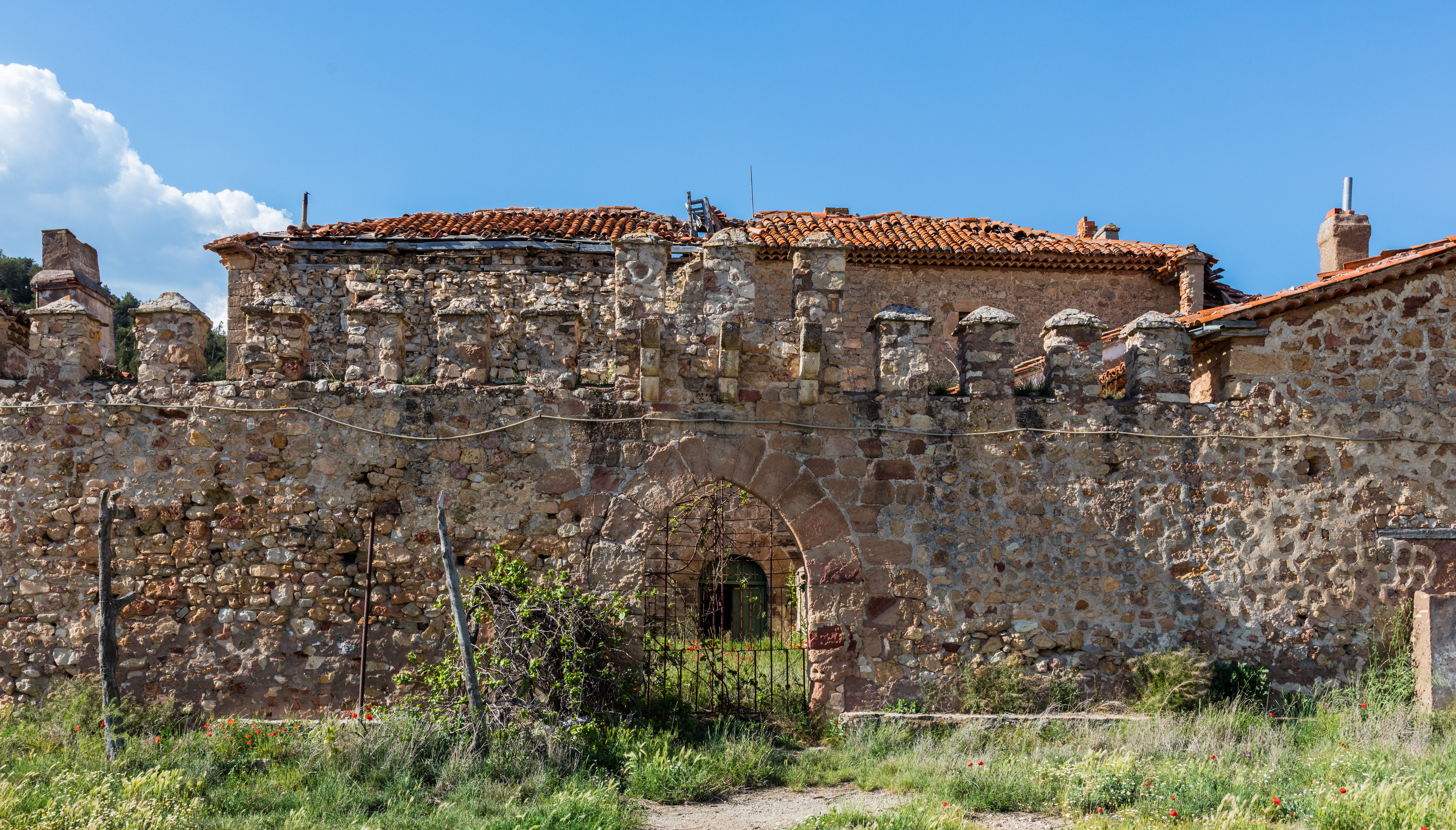
Vista frontal
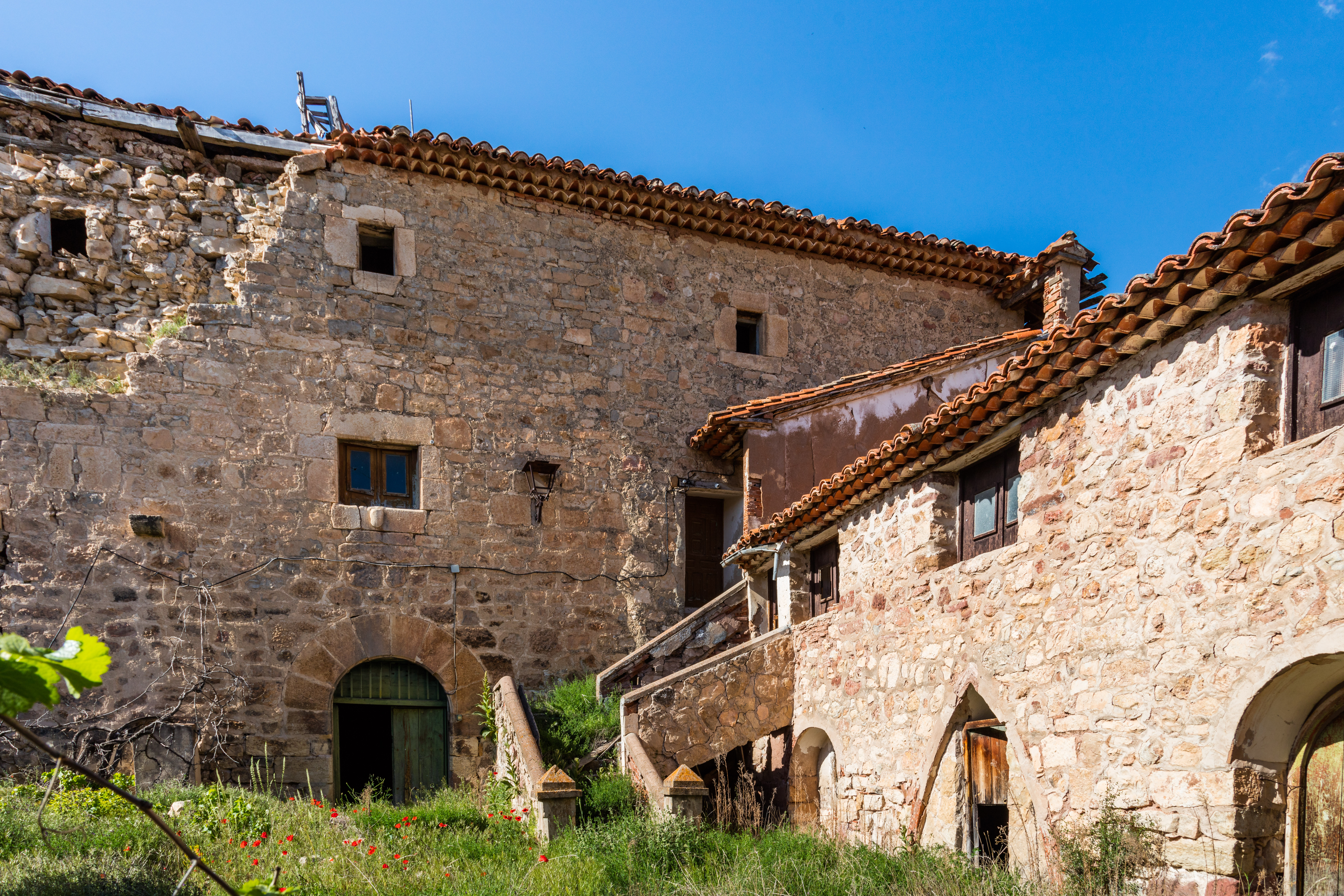
Patio interior